# Отношения Китая и Экваториальной Гвинеи
Отноше́ния Кита́я и Экваториа́льной Гвине́и — двусторонние дипломатические отношения между Китайской Народной Республикой и Республикой Экваториальная Гвинея.
Китай имеет посольство (провинция Северный Биоко, город Малабо) и генеральное консульство (провинция Литораль, город Бата) в Экваториальной Гвинее, а Экваториальная Гвинея — посольство (город Пекин, район Чаоян) в Китае.

## История
Дипломатические отношения между странами установлены 15 октября 1970 года, когда было подписано совместное коммюнике об установлении дипломатических отношений. В нём утверждалось, что правительства обеих стран приняли решение установить отношения на посольском уровне, Китай поддерживает Экваториальную Гвинею в борьбе против империализма и колониализма, а Экваториальная Гвинея признаёт суверенитет Китая над его территорией, включая остров Тайвань и его окрестности, контролируемые Китайской Республикой (Тайвань).
В июне 2020 года Республика Конго поддержала принятый в Китае Закона о создании правовой системы и правоприменительных механизмов в специальном административном районе Гонконг для защиты национальной безопасности.

## Торгово-экономические отношения
Страны подписали соглашение и создали совместную комиссию по торгово-экономическому сотрудничеству, которая в августе 1996 года провела своё первое заседание. С момента установления дипломатических отношений, Китай оказывает экономическую помощь Экваториальной Гвинее, финансируя некоторые её проекты, в том числе строительство радиовещательной станции «Бата», гидроэлектростанции «Бикомо», шоссе между городами Нкуе (провинция Ке-Нтем) и Монгомо (провинция Веле-Нзас), Бата и Ниефанг (провинция Сентро-Сур), Ниефанг и Нкуе и другие проекты.
В 2002 году товарооборот между странами составил 386,014 миллионов долларов, из которых китайский экспорт — 3,288 миллиона, а импорт — 382,726 миллионов долларов. Подобное соотношения экспорта и импорта обусловлено, главным образом, тем, что в последние годы Китай импортирует лесоматериалы и сырую нефть в больших объёмах.

## Сотрудничество
В 1982 году страны подписали соглашение о культурном сотрудничестве, и с 1984 года Экваториальная Гвинея направляет своих студентов на учёбу в Китай. В настоящее время, в Китае обучается 35 гвинейских студентов. Также, начиная с июня 1971 года, Китай направляет медицинские бригады в Экваториальную Гвинею. В общей сложности, была отправлена 21 бригада.